# コロニャ県
コロニャ県（コロニャけん、アルバニア語: Rrethi i Kolonjës、英語: Kolonjes District）は、アルバニアのコルチャ州に属する県。2010年1月1日現在の人口は14,318人で、面積は805km2である。県都はエルセカ。南側にギリシャとの国境を有する。

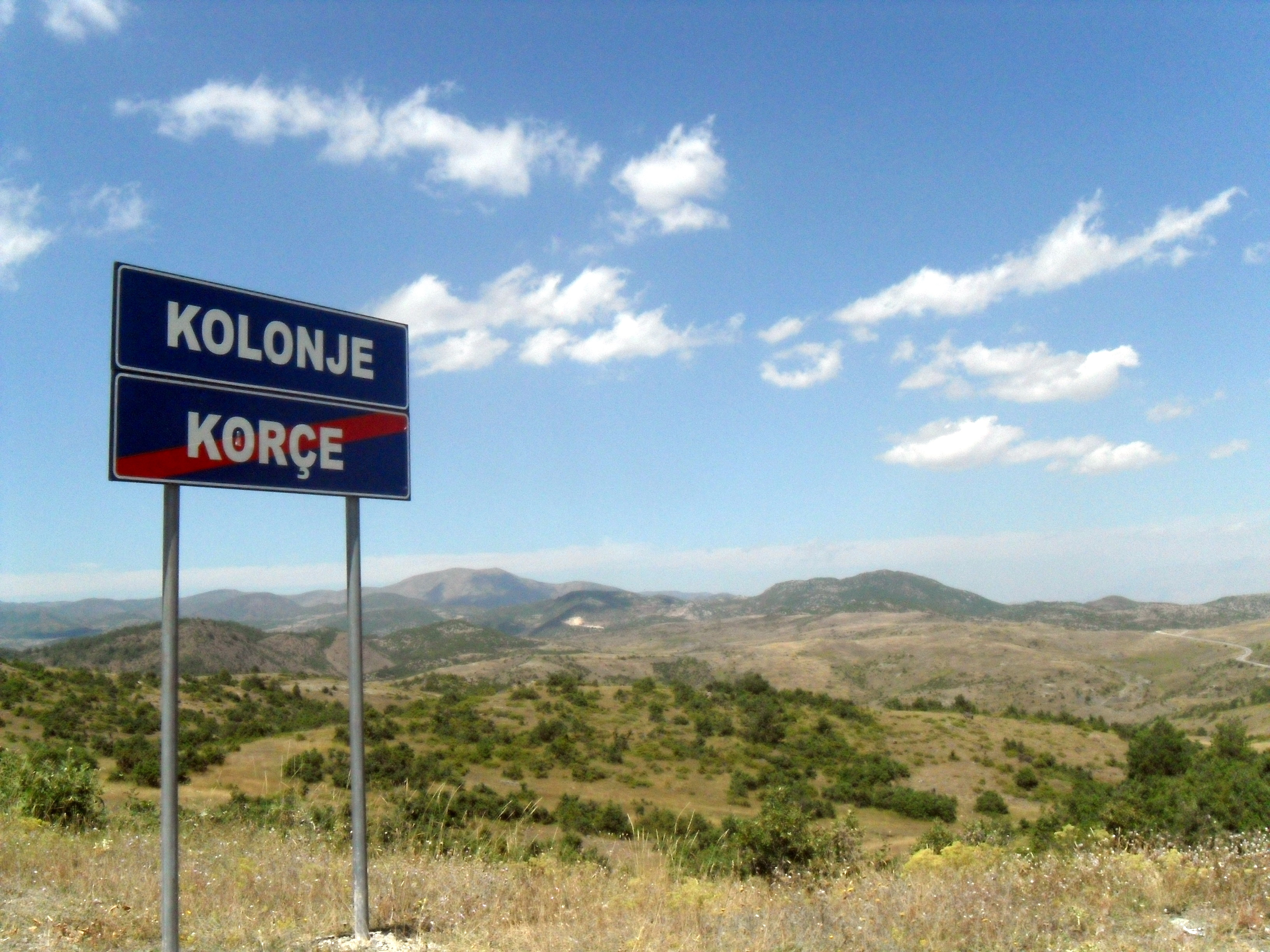
コロニャ・コルチャ県境付近

## 下部行政区画
- Bashkia Ersekë（エルセカ）
- Bashkia Leskovik（レスコビク）
- Komuna Barmash
- Komuna Çlirim
- Komuna Mollas
- Komuna Novoselë
- Komuna Qendër Ersekë
- Komuna Qendër Leskovik